# Cymbopetalum mirabile
Cymbopetalum mirabile là loài thực vật có hoa thuộc họ Na. Loài này được R.E.Fr. mô tả khoa học đầu tiên năm 1931.